# Pogonomyrmex tenuispinus
Pogonomyrmex tenuispinus är en myrart som beskrevs av Auguste-Henri Forel 1914. Pogonomyrmex tenuispinus ingår i släktet Pogonomyrmex och familjen myror. Inga underarter finns listade i Catalogue of Life.

## Bildgalleri

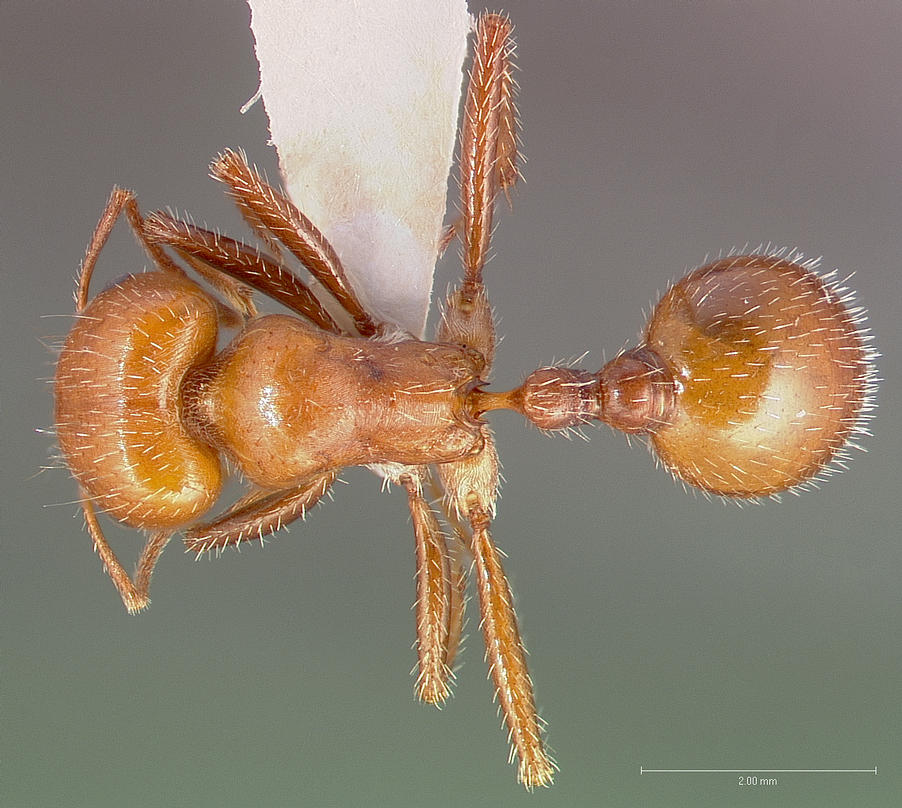
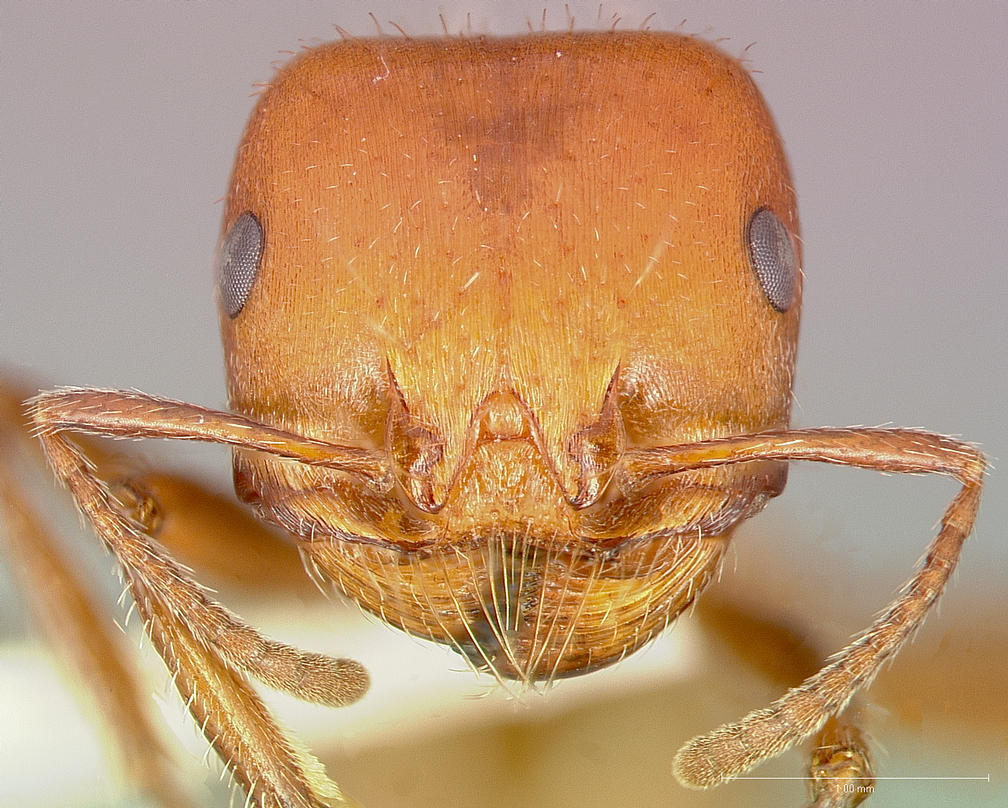
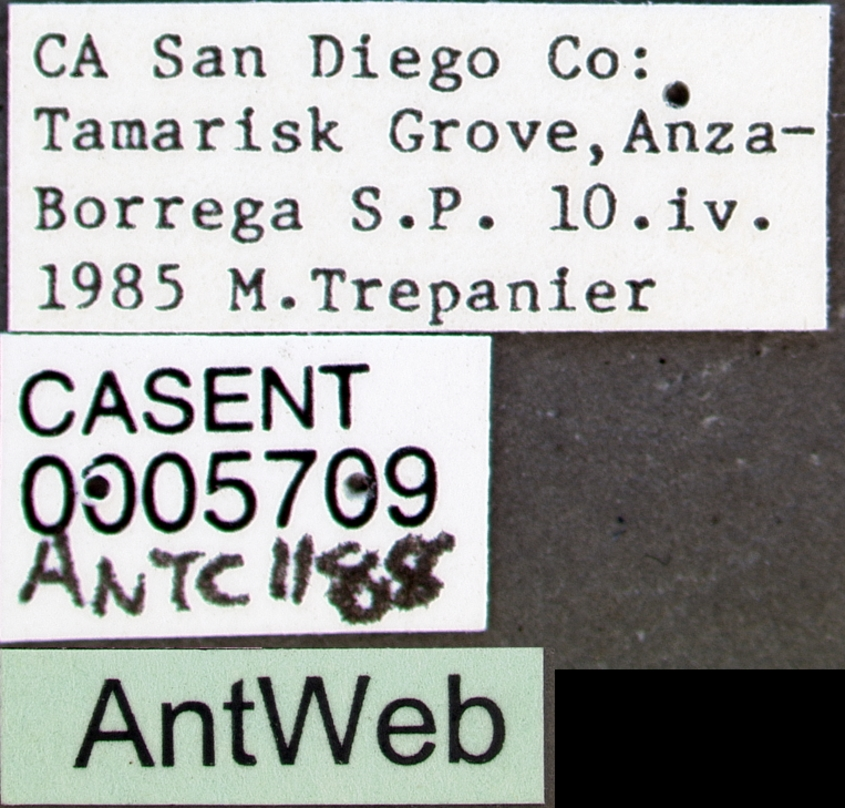
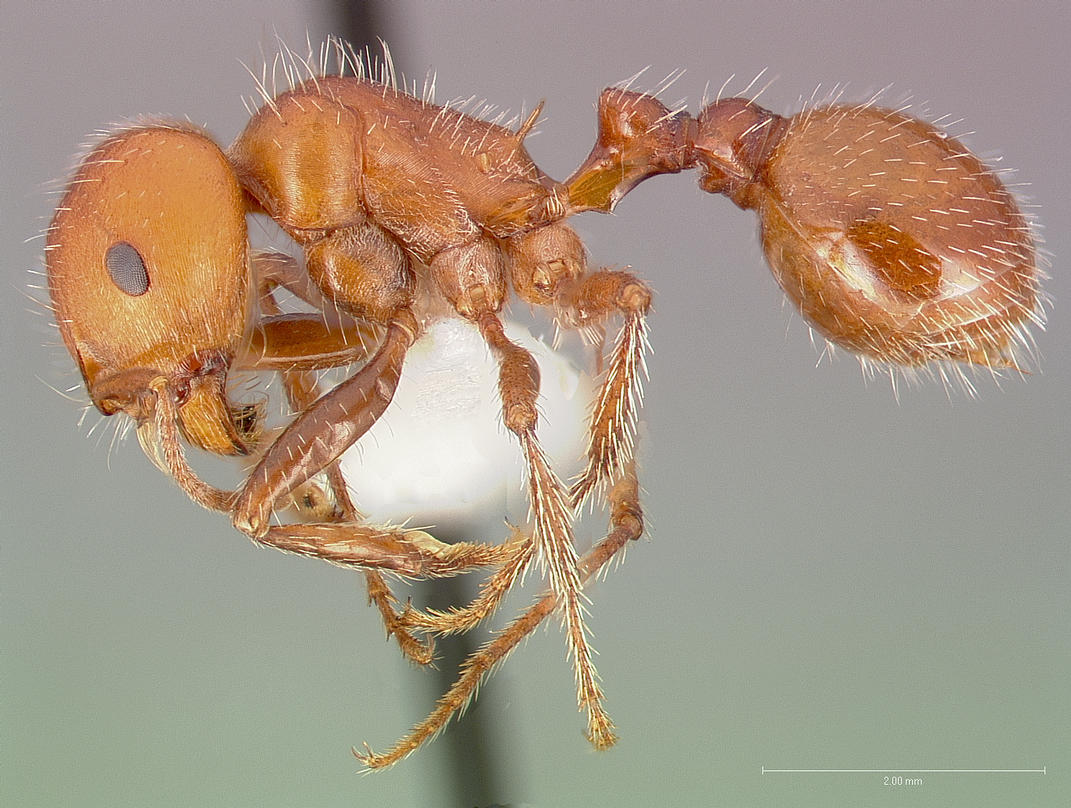